# Lamprocryptidea elegans
Lamprocryptidea elegans là một loài tò vò trong họ Ichneumonidae.